# マリア・エレナ・ヴィエイラ・ダ・シルヴァ
マリア・エレナ・ヴィエイラ・ダ・シルヴァ（Maria Helena Vieira da Silva、1908年6月13日 - 1992年3月6日）は、リスボン（ポルトガル）に生まれ、主にフランスで活躍した画家、絵本作家。線遠近法による構成に網目やモザイクを組み合わせた空間の広がりを特徴とする抽象画を描いた。

## 生涯
11歳からリスボンの美術アカデミーで最初は絵画、次いで彫刻を学ぶ。1928年にパリへ移住し、彫刻家を志してアントワーヌ・ブールデル、シャルル・デスピオに学んだが、まもなく絵画に転向してオトン・フリエス、フェルナン・レジェ、ロジェ・ビシエールに師事した。1930年にハンガリーの画家アルパド・スゼンヌと結婚。1956年にフランスに帰化。1966年、女性で初めてフランス政府の国家芸術大賞を受賞。1979年、レジオンドヌール勲章のシュヴァリエを佩授。

## 絵画
- シダー Cedar (1932)
- 青の静物画 Still Life Blue (1932)
- 椿のヴィラ Villa des Camélias (1932)
- リポリン・木工囚人 Ripolin. The tree prisoner (1936)
- 謎 Enigma (1947)
- 図書館 Bibliothèque (1949)
- 螺旋のある建物 Intérieur à la spirale (1949)
- 通り La rue (1956)
- 白 Blanche (1956)
- ピランデッロの劇場 Le théâtre de Pirandello (1976)
- 鏡の通路 Passage of the Mirrors (1981)
- ダンス Danse
- 迷宮の断層 Dislocation du labyrinthe
- 自由 Liberté
- 侵入 L'invasion
- ヴェニス Venice
- 採集 La recólte
- ハープのソファー Sofá harpa
- チェスボード A Partida de Xadrez

他無題多数